# Alfried
Alfried was bisschop van Utrecht van circa 866/869 tot 867/879.
Het bestaan van bisschop Alfried is pas recentelijk uit bronnenonderzoek naar voren gekomen. Voordien bestond er een hiaat in de bisschopsopvolging tussen Hunger en Adelbold I.
Alfried was een familielid van koning Karel de Kale. Hij was sinds 864 abt van Sint-Amands in Saint-Amand-les-Eaux ten zuiden van Doornik voordat hij - tegen zijn zin - tot bisschop van Utrecht werd benoemd. Over zijn activiteiten als bisschop is niets bekend; evenmin is duidelijk tot wanneer hij zijn ambt vervulde. Daar Utrecht onveilig gemaakt werd door de Noormannen had Alfrieds voorganger Hunger de wijk genomen naar Sint-Odiliënberg en later naar Deventer. Ook Alfried zal van daaruit het bisdom hebben bestuurd.